# Oraidium barberae
The Dwarf Blue (Oraidium barberae) là một loài bướm ngày thuộc họ Bướm xanh. Nó được tìm thấy ở Nam Phi và Zimbabwe. In South Africa it is found from the West Cape, phía bắc đến Namaqualand, the North Cape và phía đông đến the East Cape và the Orange Free State cũng như miền bắc KwaZulu-Natal.
Sải cánh dài 10–15 mm đối với con đực và 12–18 mm đối với con cái. Con trưởng thành bay continuously depending on the rainfall, with peaks usually occurring từ tháng 9 đến tháng 11 và from tháng 2 đến tháng 4.
Ấu trùng có thể ăn Exomis axyrioides.